# Longithorax nouveli
Longithorax nouveli är en kräftdjursart som beskrevs av O. Tattersall 1955. Longithorax nouveli ingår i släktet Longithorax och familjen Mysidae. Inga underarter finns listade i Catalogue of Life.